# Светлый праздник (увертюра)
Светлый праздник, Воскресная увертюра — концертная увертюра Н. А. Римского-Корсакова, написанная в 1888 году и впервые исполнена 3 (15) декабря 1888 года в Санкт-Петербурге. Посвящена памяти Модеста Мусоргского и Александра Бородина. Увертюра была написана на темы из Обихода. Римский-Корсаков хотел воспроизвести в своей увертюре «легендарную и языческую сторону» празднования Пасхи в России.